# KGB (Wit-Rusland)

Symbool van de KGB (Wit-Rusland)

De KGB (Russisch: КГБ, Комите́т госуда́рственной безопа́сности, Komitet gosoedarstvennoj bezopasnosti. Wit-Russisch: КДБ, Камітэт дзяржаўнай бяспекі, Kamitet dziaržaŭnaj biaspieki, Nederlands: Comité voor Staatsveiligheid) in Wit-Rusland is de Russische afkorting van de geheime dienst en is de opvolger van de KGB van de Sovjet-Unie. In tegenstelling tot de Russische FSB heeft men in Wit-Rusland de naam KGB gewoon behouden. De KGB is de steunpilaar van president Aleksandr Loekasjenko.
Generaal-majoor Stsjapan Soecharenka werd in 2005 tot voorzitter van de KGB benoemd, voorheen was hij vicevoorzitter.
Feliks Dzerzjinski, oprichter en eerste chef van de Tsjeka, werd geboren uit Poolse ouders op wat nu Wit-Russisch grondgebied is. In Wit-Rusland wordt hij beschouwd als een nationale held.